# Sportjahr 1889
Liste der Sportjahre

◄◄ | ◄ | 1885 | 1886 | 1887 | 1888 | Sportjahr 1889 | 1890 | 1891 | 1892 | 1893 | ► | ►►

Weitere Ereignisse

## Ereignisse

### Alpinismus

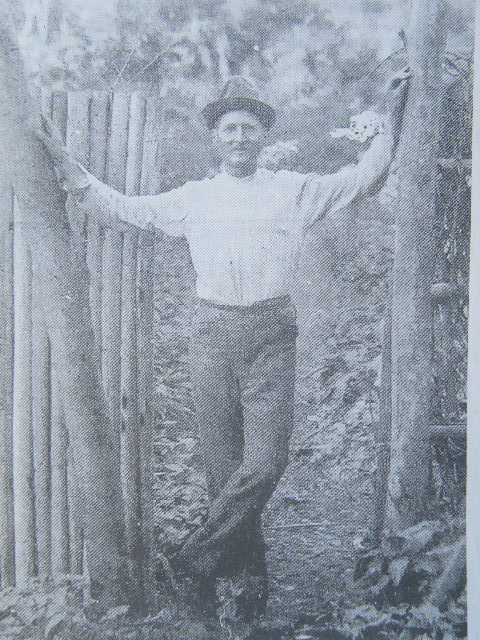
Hans Meyer vor dem Basislager zum Kilimandscharo

- 6. Oktober: Dem Leipziger Geografen Hans Meyer und dem österreichischen Alpinisten Ludwig Purtscheller gelingt die Erstbesteigung des Kibo, des höchsten Gipfels des Kilimandscharo-Massivs.

### Boxen / Fechten
- John L. Sullivan besiegt Johnny Kilraine im letzten Titelkampf der Geschichte nach London Prize Ring Rules im Schwergewichts-Boxen nach 75 Runden durch KO.
- Die Fechtgesellschaft Basel wird gegründet.

### Fußball
- 22. März: Der englische Fußballclub Sheffield United wird gegründet.
- 20. April: Preston North End wird erster englischer Fußballmeister. Im gleichen Jahr gewinnt die Mannschaft auch den FA Cup.
- 18. Mai: In Dänemark wird Dansk Boldspil-Union gegründet, einer der ältesten Fußballverbände weltweit.
- 6. Juni: Der Berliner Thorball- und Fußball-Club Viktoria von 1889 wird als vierter Fußballverein in der deutschen Hauptstadt gegründet.
- 8. Dezember: In den Niederlanden wird der Nederlandsche Voetbal- en Athletische Bond gegründet.
- Die Football Alliance wird in England als Konkurrenz zu The Football League gegründet.
- Der nordirische Fußballverein Glenavon FC wird gegründet.

### Golf
- Willie Park Jr. gewinnt zum zweiten Mal nach 1887 The Open Championship im Golf.

### Rudern
- 30. März: Cambridge besiegt Oxford im Boat Race in 20'14".
- Der schwedische Ruderverein Hammarby Roddförening wird gegründet.

### Schach
- 20. Januar bis 24. Februar: Bei der Schachweltmeisterschaft 1889 verteidigt Wilhelm Steinitz seinen 1886 errungenen Titel erfolgreich gegen Michail Tschigorin.
- 24. August: Emanuel Lasker gewinnt die Schachpartie Lasker – Bauer, Amsterdam 1889 gegen Johann Hermann Bauer durch ein doppeltes Läuferopfer.

### Segeln
- Mit der Wettfahrt zweier Hamburger Kaufleute entsteht die jährlich abgehaltene Travemünder Woche.

### Sonstiges
- 30. April: Der sportliche Teil der vierten Olympien in Athen wird eröffnet.
- Der französische Leichtathletikverband Union des sociétés françaises de sports athlétiques öffnet sich gegenüber anderen Sportarten.

## Geboren

### Januar
- 01. Januar: Richard Åbrink, schwedischer Speerwerfer († 1973)
- 01. Januar: Jens Chievitz, dänischer Turner († 1965)
- 01. Januar: Ottavio Pratesi, italienischer Radrennfahrer († 1977)
- 07. Januar: Hans Johner, Schweizer Schachspieler und Musiker († 1975)
- 08. Januar: Henry Dafel, südafrikanischer Leichtathlet († 1947)
- 08. Januar: Mikko Hyvärinen, finnischer Turner († 1973)
- 09. Januar: Michel Hemmerling, luxemburgischer Kunstturner († 1962)
- 12. Januar: Larry Cummins, irischer Leichtathlet († 1954)
- 13. Januar: Jenő Réti, ungarischer Turner († 1961)
- 14. Januar: Andreas Asimakopoulos, griechischer Schwimmer und Wasserballspieler († unbekannt)
- 19. Januar: Edward Hanney, englischer Fußballspieler und -trainer († 1964)
- 20. Januar: Stuart Poulter, australischer Marathonläufer († 1956)
- 22. Januar: Henri Pélissier, französischer Radrennfahrer († 1935)
- 23. Januar: Christian Piek, belgischer Tauzieher († unbekannt)
- 25. Januar: Karel Robětín, böhmisch-tschechoslowakischer Tennis- und Eishockeyspieler († 1941)
- 26. Januar: Robert Cloughen, US-amerikanischer Leichtathlet († 1930)
- 26. Januar: Julien Wartelle, französischer Turner († 1953)
- 27. Januar: János Krizmanich, ungarischer Turner († 1944)
- 28. Januar: Frank Synott, US-amerikanischer Eishockeyspieler († 1945)
- 30. Januar: Virgilio Mantegazza, italienischer Degenfechter († 1928)
- 31. Januar: Frederico Paredes, portugiesischer Fechter († 1972)

### Februar
- 01. Februar: Anton Cargnelli, österreichischer Fußballspieler und -trainer († 1974)
- 01. Februar: Carl Ebert, deutscher Hockeyspieler († 1974)
- 02. Februar: Hartmann Bjørnsen, norwegischer Turner († 1974)
- 04. Februar: Andreas Strand, norwegischer Turner († 1958)
- 07. Februar: Charles Wennergren, schwedischer Tennisspieler († 1978)
- 08. Februar: Amedeo Marchi, italienischer Turner († 1968)
- 11. Februar: Carl Krebs, dänischer Turner († 1971)
- 12. Februar: Aarne Lindholm, finnischer Langstreckenläufer († 1972)
- 14. Februar: Johannes Christensen, dänischer Langstreckenläufer († 1957)
- 14. Februar: Bartolomeo Costantini, italienischer Flieger und Automobilrennfahrer († 1941)
- 19. Februar: Klas Lundström, schwedischer Langstreckenläufer († 1951)
- 21. Februar: Walter Fischer, deutscher Fußballspieler († 1959)
- 22. Februar: Allan Keith, kanadischer Kunstturner († 1953)
- 23. Februar: János Garay, ungarischer Fechter († 1945)
- 24. Februar: Carl-Ehrenfried Carlberg, schwedischer Turner († 1962)
- 25. Februar: Albin Stenroos, finnischer Marathonläufer und Olympiasieger († 1971)
- 27. Februar: Willie Jahn, deutscher Mittelstreckenläufer († 1973)
- 28. Februar: Giovanni Bonati, italienischer Turner († 1962)
- 28. Februar: John Condon, britischer Boxer († 1919)
- 28. Februar: Herman Helgesen, norwegischer Turner († 1963)

### März
- 03. März: Victor Duvant, französischer Turner († 1963)
- 03. März: Georges Roes, französischer Sportschütze († 1945)
- 05. März: Knut Alm, schwedischer Leichtathlet († 1969)
- 06. März: Alexandre Fayollat, französischer Langstreckenläufer († 1957)
- 06. März: Arthur Leighton, englischer Hockeyspieler (* 1939)
- 10. März: Taavi Tamminen, finnischer Ringer († 1967)
- 10. März: Søren Thorborg, dänischer Turner († 1978)
- 15. März: Gerard Anderson, britischer Hürdenläufer († 1914)
- 16. März: Hans Riso, deutscher Fußballspieler († 1950)
- 16. März: Reggie Walker, südafrikanischer Leichtathlet und Olympiasieger († 1951)
- 19. März: Grigori Jakowlewitsch Löwenfisch, sowjetischer Schachspieler († 1961)
- 21. März: Willi Cleer, deutscher Automobilrennfahrer († 1955)
- 22. März: Edgard Leite, brasilianischer Wasserballspieler († 1974)
- 24. März: Albert Hill, britischer Leichtathlet und Olympiasieger († 1969)
- 26. März: Imre Erdődy, ungarischer Turner († 1973)
- 28. März: Carl Folcker, schwedischer Turner († 1911)
- 30. März: Rudolf Hansen, dänischer Marathonläufer († 1929)
- 31. März: Léon Bogart, französischer Turner († 1953)
- 31. März: John Case, US-amerikanischer Hürdenläufer († 1975)
- 31. März: Arthur Garton, britischer Ruderer († 1948)
- 31. März: Ernest Henley, britischer Sprinter und Mittelstreckenläufer († 1962)
- 31. März: Adolf Jäger, deutscher Fußballspieler († 1944)
- 31. März: Vilmos Rácz, ungarischer Sprinter († 1976)

### April
- 01. April: Hermann Felsner, österreichischer Fußballtrainer († 1977)
- 03. April: Jiří Kodl, böhmischer Tennisspieler († 1955)
- 05. April: Mestre Pastinha, brasilianischer Kampfsportler und Begründer der Capoeira de Angola († 1981)
- 08. April: Hermann Linkenbach, deutscher Reiter († 1959)
- 10. April: Eino Forsström, finnischer Turner († 1961)
- 14. April: Efim Bogoljubow, ukrainisch-deutscher Schachgroßmeister († 1952)
- 14. April: Oskar Schiele, deutscher Schwimmer († 1950)
- 19. April: Joe Dawson, US-amerikanischer Automobilrennfahrer († 1946)
- 19. April: Hendrik Johansen, dänischer Turner († 1948)
- 20. April: Tonny Kessler, niederländischer Fußballspieler († 1960)
- 22. April: Viggo Pedersen, dänischer Langstreckenläufer († 1965)
- 23. April: Paul Nettelbeck, deutscher Leichtathlet und Radrennfahrer († 1963)
- 28. April: Charles-Gustave Kuhn, Schweizer Springreiter († 1952)
- 29. April: Jan van der Sluis, niederländischer Fußballspieler († 1952)
- 30. April: Ernest Pasquier, französischer Schrittmacher († nach 1937)

### Mai
- 01. Mai: Jakob Person, deutscher Leichtathlet († 1915)
- 03. Mai: Antonius Colenbrander, niederländischer Reiter († 1929)
- 03. Mai: Gottfried Fuchs, deutscher Fußballspieler († 1972)
- 07. Mai: Bohuslav Hykš, böhmisch-tschechischer Tennisspieler († unbekannt)
- 07. Mai: Finn Schiander, norwegischer Segler († 1967)
- 08. Mai: Arthur Cumming, britischer Eiskunstläufer († 1914)
- 08. Mai: Louis „Luigi“ Marie Van Hege, belgischer Fußballspieler und Bobfahrer († 1975)
- 10. Mai: Émile Steffe, französischer Turner († 1916)
- 13. Mai: Gottfrid Svensson, schwedischer Ringer († 1956)
- 16. Mai: Johan Faye, norwegischer Segler († 1974)
- 19. Mai: Henry Richardson, US-amerikanischer Bogenschütze († 1963)
- 20. Mai: Rolf Lie, norwegischer Turner († 1959)
- 23. Mai: Boo Kullberg, schwedischer Turner († 1962)
- 26. Mai: Victor Linart, belgischer Radrennfahrer († 1977)
- 28. Mai: Richard Réti, österreichisch-ungarischer Schachspieler († 1929)
- 000Mai: Ahmet Robenson, türkisch-US-amerikanischer Sportler († 1965)

### Juni
- 01. Juni: Jens Kirkegaard, dänischer Turner († 1966)
- 02. Juni: Jacques Chaudron, französischer Eishockeyspieler († 1969)
- 02. Juni: Jozef Van Bever, belgischer Radrennfahrer († 1954)
- 03. Juni: Georg Gerstacker, deutscher Ringer († 1949)
- 04. Juni: Efraim Harju, finnischer Mittel- und Langstreckenläufer († 1977)
- 06. Juni: David Teivonen, finnischer Kunstturner († 1937)
- 10. Juni: Rodolfo Hammersley, chilenischer Leichtathlet († unbekannt)
- 11. Juni: Hugo Wieslander, schwedischer Leichtathlet († 1976)
- 12. Juni: Otto Merz, deutscher Automobilrennfahrer († 1933)
- 12. Juni: Julius Skutnabb, finnischer Eisschnellläufer († 1965)
- 13. Juni: Győző Halmos, ungarischer Turner († 1945)
- 14. Juni: Amedeo Ruggeri, italienischer Motorrad- und Automobilrennfahrer († 1932)
- 14. Juni: Cornelis van Staveren, niederländischer Segler († 1982)
- 19. Juni: Poul Mark, dänischer Turner († 1957)
- 21. Juni: Ralph Craig, US-amerikanischer Leichtathlet († 1972)
- 22. Juni: Nils Molander, schwedischer Eishockeyspieler und Eisschnellläufer († 1974)
- 22. Juni: Ossian Skiöld, schwedischer Leichtathlet († 1961)
- 22. Juni: Johan Sundkvist, schwedischer Langstreckenläufer († 1977)
- 24. Juni: Howard Wilcox, US-amerikanischer Automobilrennfahrer († 1923)
- 28. Juni: Oscar Eriksson, schwedischer Sportschütze († 1958)
- 30. Juni: Allan Bengtsson, schwedischer Hochspringer († 1955)

### Juli
- 02. Juli: Béla Varga, ungarischer Ringer († 1969)
- 04. Juli: Jenő Zsigmondy, ungarischer Tennisspieler († 1930)
- 05. Juli: Ralph Broome, britischer Bobfahrer († 1985)
- 09. Juli: Jan Kok, niederländischer Fußballspieler († 1958)
- 09. Juli: Nils Thomas, norwegischer Segler († 1979)
- 12. Juli: Georg Albertsen, dänischer Turner († 1961)
- 13. Juli: Hjalmar Andersson, schwedischer Langstreckenläufer († 1971)
- 14. Juli: Annie Speirs, britische Schwimmerin († 1926)
- 18. Juli: Carl Norberg, schwedischer Turner († 1970)
- 23. Juli: Louis Ségura, spanisch-französischer Kunstturner († 1963)
- 27. Juli: Sophus Jensen, US-amerikanischer Wasserballspieler († 1945)
- 29. Juli: Lajos Asztalos, ungarischer Schachspieler und Schachautor († 1956)
- 30. Juli: John Nicholson, US-amerikanischer Hürdenläufer und Hochspringer († 1940)
- 31. Juli: Gustav Schumm, deutscher Fußballspieler und Funktionär († 1966)

### August
- 02. August: Leslie Boardman, australischer Schwimmer († 1975)
- 09. August: Hans Walter, Schweizer Ruderer († 1967)
- 10. August: Irene Steer, britische Schwimmerin († 1977)
- 13. August: Géo André, französischer Leichtathlet († 1943)
- 15. August: Philip Fleming, britischer Ruderer († 1971)
- 15. August: Jacques Gaittet, französischer Eishockeyspieler († 1936)
- 17. August: Jalmari Sauli, finnischer Leichtathlet († 1957)
- 19. August: Dorothy Wright, britische Seglerin († 1960)
- 21. August: Bertel Broman, finnischer Segler († 1952)
- 23. August: Hans Anton Beyer, norwegischer Turner († 1965)
- 23. August: George Canning, britischer Tauzieher († 1955)
- 23. August: Herman Meyboom, belgischer Schwimmer und Wasserballspieler († unbekannt)
- 23. August: Louis Villeneuve, französischer Automobilrennfahrer († 1969)
- 24. August: George Passmore, US-amerikanischer Lacrossespieler († 1952)
- 26. August: Caberto Conelli, italienischer Automobilrennfahrer und Adliger († 1974)
- 26. August: Richard Rau, deutscher Leichtathlet und Olympiateilnehmer († 1945)
- 29. August: Victor Hansen, dänischer Tennisspieler († 1974)
- 30. August: Gino Ravenna, italienischer Turner († 1944)

### September
- 04. September: Gérard Meister, französischer Schwimmer († 1967)
- 04. September: Aage Rasmussen, dänischer Geher († 1983)
- 10. September: Ivar Böhling, finnischer Ringer († 1929)
- 15. September: Joseph Erxleben, US-amerikanischer Langstreckenläufer († 1973)
- 15. September: John Sörenson, schwedischer Turner († 1976)
- 17. September: Simeone Cattalinich, italienischer Ruderer († 1977)
- 17. September: Werner Dehn, deutscher Ruderer († 1960)
- 20. September: Charles Reidpath, US-amerikanischer Stadtbaumeister, Leichtathlet und Olympiasieger († 1975)
- 21. September: Frank Murphy, US-amerikanischer Stabhochspringer († 1980)
- 25. September: Jalmari Kivenheimo, finnischer Turner († 1994)

### Oktober
- 02. Oktober: Ingolf Rød, norwegischer Segler († 1963)
- 03. Oktober: Sven Olsson, schwedischer Fußballspieler († 1919)
- 04. Oktober: John B. Kelly senior, US-amerikanischer Ruderer († 1960)
- 05. Oktober: Frederick Unwin, britischer Schwimmer und Schwimmtrainer († 1965)
- 08. Oktober: Philippe Thys, belgischer Radrennfahrer und Bogenschütze († 1971)
- 11. Oktober: Hjalmart Andersen, dänischer Turner († 1974)
- 11. Oktober: Imre Schlosser, ungarischer Fußballspieler († 1959)
- 13. Oktober: Frederick Kaiser, US-amerikanischer Geher († 1928)
- 14. Oktober: Louis Van De Perck, belgischer Bogenschütze († 1953)
- 15. Oktober: Leopold Neubauer, österreichischer Fußballspieler († 1960)
- 15. Oktober: Wilhelm Steffensen, norwegischer Turner († 1954)
- 16. Oktober: Paul Stevens, US-amerikanischer Bobfahrer († 1949)
- 18. Oktober: Carl Bertilsson, schwedischer Turner († 1968)
- 21. Oktober: Albert Krushel, US-amerikanischer Radrennfahrer († 1959)
- 21. Oktober: Charles Smith, US-amerikanischer Segler († 1969)
- 22. Oktober: William Stewart, australischer Sprinter († 1958)
- 23. Oktober: Wilfred Edwards, britischer Schwimmer und Wasserballspieler († 1950)
- 23. Oktober: Nils Lindh, schwedischer Skispringer und Nordischer Kombinierer († 1957)
- 24. Oktober: Nils Andersson, schwedischer Schwimmer († 1973)
- 26. Oktober: Karl Saldow, deutscher Radrennfahrer († 1951)
- 26. Oktober: Josef Trixl-Hellensteiner, österreichischer Rad- und Skisportler († 1980)
- 27. Oktober: Fanny Durack, australische Schwimmerin († 1956)
- 27. Oktober: Christian Møller Pedersen, dänischer Turner († 1953)
- 30. Oktober: Gustav Bark, Schweizer Fußballspieler († 1970)
- 31 Oktober: Félix Taymans, belgischer Ruderer († unbekannt)

### November
- 01. November: Huldreich Heusser, deutscher Automobilrennfahrer († 1928)
- 01. November: Philip Noel-Baker, britischer Leichtathlet († 1982)
- 01. November: Hans Wüthrich, Schweizer Fußballspieler, -trainer und -schiedsrichter († 1982)
- 02. November:  Jón Halldórsson, isländischer Leichtathlet († 1984)
- 05. November: Carolus Lindberg, finnischer Fußballtrainer und -funktionär († 1955)
- 06. November: Gabriel Hanot, französischer Fußballspieler und Journalist († 1968)
- 09. November: Charles Crahay, belgischer Florettfechter († unbekannt)
- 10. November: Bernard Franklin, britischer Turner († 1937)
- 11. November: Marcel Buysse, belgischer Radrennfahrer († 1939)
- 11. November: Archibald Sharp, britischer Schwimmer († 1952)
- 11. November: Tadeusz Synowiec, polnischer Fußballspieler und -trainer sowie Sportjournalist († 1960)
- 11. November: Vilhelm Wolfhagen, dänischer Fußballspieler († 1958)
- 13. November: Vigo Meulengracht Madsen, dänischer Turner († 1979)
- 16. November: Charles Dowson, britischer Leichtathlet († 1980)
- 16. November: Sophus Hansen, dänischer Fußballspieler und -schiedsrichter († 1962)
- 16. November: Emil Oberle, deutscher Fußballspieler († 1955)
- 20. November: Nils Fixdal, norwegischer Weit- und Dreispringer († 1972)
- 21. November: Niels Larsen, dänischer Sportschütze († 1969)
- 24. November: Hubert Lafortune, belgischer Turner († unbekannt)
- 26. November: Olaf Ørvig, norwegischer Segler († 1939)
- 26. November: Henri Wijnoldy-Daniëls, niederländischer Fechter († 1932)
- 27. November: Edward Cook, US-amerikanischer Leichtathlet († 1972)
- 27. November: Clarence Oldfield, südafrikanischer Leichtathlet († 1981)

### Dezember
- 01. Dezember: Darcy Hadfield, neuseeländischer Ruderer († 1964)
- 01. Dezember: Rolf Johnsson, schwedischer Turner († 1931)
- 01. Dezember: Alexander Keiller, britischer Skisportler und Sportfunktionär († 1955)
- 02. Dezember: Arvo Ossian Aaltonen, finnischer Schwimmer († 1949)
- 02. Dezember: Harald Færstad, norwegischer Turner († 1979)
- 03. Dezember: Edvin Paulsen, norwegischer Turner († 1963)
- 04. Dezember: Jack Ernst, US-amerikanischer American-Football-Spieler († 1968)
- 04. Dezember: Gustaf Malmsten, schwedischer Weitspringer († 1976)
- 06. Dezember: Daisy Curwen, britische Schwimmerin († 1982)
- 06. Dezember: Georges Dary, französischer Eishockeyspieler († 1945)
- 09. Dezember: Hannes Kolehmainen, finnischer Langstreckenläufer († 1966)
- 09. Dezember: Édouard Schmoll, französischer Turner († unbekannt)
- 12. Dezember: Otto Scheff, österreichischer Freistil-Schwimmer († 1956)
- 13. Dezember: Peter Frigast, dänischer Tennis- und Golfspieler († 1968)
- 13. Dezember: Bernhard Villinger, deutscher Arzt, Sportler, Filmpionier und Forscher († 1967)
- 19. Dezember: Eduard Hiiop, estnischer Sportler, Trainer und Sportfunktionär († unbekannt)
- 20. Dezember: Elemér Pászti, ungarischer Turner († 1965)
- 21. Dezember: Hermann Buchfelder, österreichischer Schwimmer und Wasserballspieler († 1969)
- 22. Dezember: George Hutson, britischer Leichtathlet († 1914)
- 24. Dezember: Massimo Ridolfi, italienischer Turner († unbekannt)
- 27. Dezember: Volmar Wikström, finnischer Ringer († 1957)
- 28. Dezember: Raymond Saladin, französischer Automobilrennfahrer († 1975)

### Datum unbekannt
- Mario Acerboni, italienischer Radsportler, Motorradrennfahrer und Unternehmer († 1967)
- Ercole Boero, italienischer Wasserspringer († 1952)
- Santos Ferreira, uruguayischer Fechter († unbekannt)
- Ludovic Valborge, haitianischer Sportschütze († 1945)